# Rudolf Dassler
Rudolf Dassler (* 29. April 1898 in Herzogenaurach; † 27. Oktober 1974 ebenda) war ein deutscher Unternehmer. Er war Gründer der Sportschuhfabrikation Puma und der ältere Bruder von Adolf Dassler, dem Gründer von Adidas.

## Leben

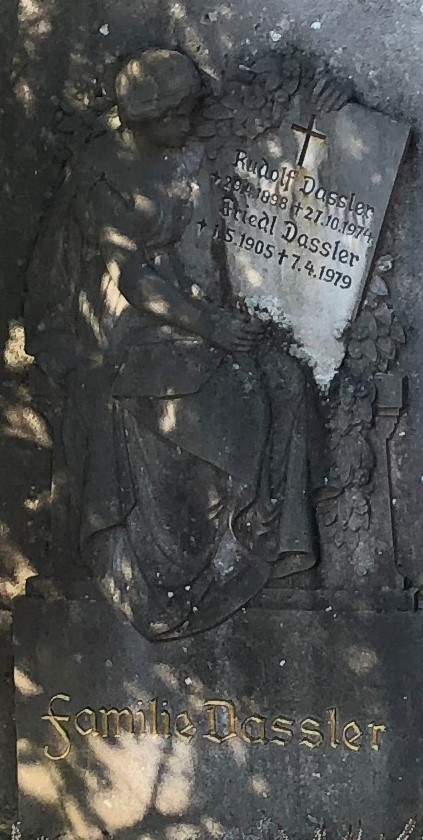
Grabstein von Rudolf Dassler

Rudolf Dassler war der ältere Sohn des Schuhmachers Christoph Dassler und dessen Ehefrau Pauline.
Nach einer Ausbildung als Polizist, anschließender Tätigkeiten in einer Schuhfabrik, Militärdienst und im Ledergroßhandel wurde Rudolf Dassler von seinem jüngeren Bruder Adolf Dassler im Sommer 1923 in dessen Unternehmen zur Herstellung von Schuhen aufgenommen. Ab diesem Zeitpunkt nannten die Gebrüder Dassler ihre Firma „GeDa“. Sie kamen überein, sich zukünftig gemeinsam der Entwicklung, Herstellung und dem Verkauf von Sportschuhen zuzuwenden und ließen ihr Unternehmen am 1. Juli 1924 als „Gebrüder Dassler Schuhfabrik“ ins Handelsregister eintragen. Der Geschäftssitz und die Produktion befanden sich in Herzogenaurach.
Während Rudolf Dassler die technische Seite und den Verkauf zu verantworten hatte, konzentrierte sich Adolf auf die Entwicklung und Produktion. Dabei waren sie sehr erfolgreich. Bereits 1925 brachten sie die ersten Fußballschuhe mit Stollen und Laufschuhe mit Spikes heraus. Ihr erstes großes Ziel bestand darin, dass bei den Olympischen Sommerspielen 1928 in Amsterdam deutsche Sportler mit den bei Dassler gefertigten Sportschuhen sportliche Erfolge erringen. Deshalb schenkten sie der deutschen Leichtathletin Lina Radke ein Paar in ihrer Werkstatt gefertigten Laufschuhe. Und tatsächlich lief sie Weltrekord. Ein Jahr darauf schlossen Rudolf und Adolf einen Gesellschaftervertrag ab, indem sie Rechte und Pflichten beider Gesellschafter und die Nachfolge des Unternehmens gemeinschaftlich regelten. Ab 1930 waren sie dann so weit, dass sie sich als Spezialisten für die Herstellung von Sportschuhen im deutschen Markt etabliert hatten. Sie pflegten eine enge Zusammenarbeit mit Sportorganisationen und Leichtathletikverbänden.
Zum 1. Mai 1933 trat Dassler der NSDAP bei (Mitgliedsnummer 2.666.195). Später räumte er ein, die Partei bereits 1932 aus wirtschaftlichen Erwägungen gewählt zu haben. Gegen Ende des Zweiten Weltkriegs wurde in der Schuhfabrik die Panzerabwehrwaffe Panzerschreck hergestellt, wofür auch französische Zwangsarbeiter eingesetzt wurden. Dassler wurde anlässlich der totalen Mobilmachung im März 1943 nach Glauchau eingezogen und im April zum Innendienst bei der Reichsfinanzverwaltung in Łódź versetzt. Im Januar 1945 floh er vor der Roten Armee zurück nach Herzogenaurach. Noch im April wurde er von der Gestapo wegen Fahnenflucht verhaftet, weil er der Einberufung zum Reichssicherheitsdienst nicht gefolgt war. Beim Transport ins KZ Dachau wurde er von amerikanischen Soldaten zunächst befreit. Rudolf Dassler kam anschließend jedoch für ein Jahr in ein amerikanisches Gefangenenlager in Hammelburg. Ihm wurde vorgeworfen, für die Spionageabwehr, den Sicherheitsdienst und die Zensur gearbeitet zu haben. Die Amerikaner sollen ihm erzählt haben, dass er aus seinem eigenen nahen Umfeld denunziert worden sei. In Rudolf Dassler kam der Verdacht auf, dass sein Bruder Adolf der Denunziant gewesen sein könnte, um ihn aus dem Unternehmen zu drängen: Dieser hatte dort seine Hausmacht ab 1943 ausgebaut und keinen Versuch unternommen, seinem internierten Bruder zu helfen.

## Spaltung des Unternehmens
Bereits zuvor hatte es immer wieder Spannungen und Auseinandersetzungen gegeben, an denen auch die Ehefrauen beteiligt waren. Am 31. Juli 1946 kam Rudolf Dassler aus der Gefangenschaft frei. Von diesem Zeitpunkt an bekriegten sich die beiden Brüder Rudolf und Adolf Dassler bis zu ihrem Tod und die Nachkommen darüber hinaus. Nach seiner Entlassung soll Rudolf seinerseits Adolf bei den Militärbehörden denunziert haben. Da diese nicht zu entscheiden vermochten, wer log und wer die Wahrheit sagte, ließen sie die beiden, nachdem sie zunächst als „Belastete“ eingestuft worden waren, einige Monate später laufen. Beide Brüder beschlossen danach rasch, das Unternehmen aufzuteilen. So kam es, dass zwei der größten Sportartikelhersteller der Welt ihren Firmensitz nur wenige hundert Meter voneinander entfernt haben. Rudolf Dassler wollte seine Firma zunächst „Ruda“ (Initialen Rudolf Dassler) nennen, doch wurde er umgestimmt, und seitdem heißt das Unternehmen (nach Rudolfs jugendlichem Spitznamen) Puma. Ab dem 1. Juni 1948 hieß die Firma Puma Schuhfabrik – Rudolf Dassler (Schuhe für jeden Sport), Drahtwort: RUDA Herzogenaurach. Der Eintrag ins Handelsregister als PUMA Schuhfabrik Rudolf Dassler erfolgte am 1. Oktober 1948.
Rudolf Dassler hatte zwei Söhne: Armin und Gerd, die sich ebenfalls zerstritten.
Der Streit der Söhne Horst (Sohn von Adolf) und Armin (Sohn von Rudolf) begann 1970. Die Väter hatten in den Jahren zuvor Absprachen über Vertragsschließungen mit Sportlern und Vereinen getroffen. Beim brasilianischen Fußballspieler Pelé hatten sie eine Art Friedensabkommen geschlossen. Entgegen diesem sogenannten „Pelé-Pakt“ nahm Armin Dassler jedoch Pelé für Puma unter Vertrag. Dies war der Beginn des Söhne-Kriegs. Adolf und Rudolf Dassler sollen jahrzehntelang bis zum Tod kein Wort miteinander gesprochen haben. Zu Rudolfs Tod 1974 um eine Würdigung gebeten, verweigerte die Familie seines Bruders „aus Gründen der Pietät“ jeglichen Kommentar.

## Entwicklung
Rudolf Dassler leistete einen entscheidenden Beitrag zur Weiterentwicklung der Fußballschuhe: Er entwickelte nicht die ersten, aber die serienreifen Schraubstollenschuhe. Für die Herstellung zog der Puma-Gründer zahlreiche Fußballexperten wie den Nationaltrainer Sepp Herberger hinzu. Nachdem er im Jahr 1949 mit der Entwicklung begonnen hatte, erfolgte die erste Auslieferung der Schraubstollenschuhe („Super Atom“) zum Start der deutschen Fußballsaison 1952/53. In dieser Saison trugen zahlreiche Einzelspieler deutscher Clubs wie Borussia Dortmund, Eintracht Frankfurt, VfB Stuttgart und 1. FC Kaiserslautern das neue Modell. Darunter waren auch die späteren Nationalspieler Horst Eckel und Werner Liebrich. Bereits in der folgenden Fußballsaison 1953/54 kam eine weiterentwickelte Version der Schraubstollenschuhe unter dem Namen „Brasil“ auf den Markt. Insgesamt acht Spieler der Elf von Hannover 96 trugen im siegreichen Endspiel am 23. Mai 1954 um die Deutsche Meisterschaft die neuen Fußballschuhe.
Unter seiner Regie blieb das Unternehmen nur ein kleines Provinzunternehmen. Erst unter seinem Sohn Armin Dassler wurde der Weltruf von Puma begründet. Rudolf Dassler starb am 27. Oktober 1974 im Alter von 76 Jahren an Lungenkrebs.